# Mpv
mpv – odtwarzacz multimedialny bazujący na projektach MPlayer i mplayer2. Został napisany głównie w języku C i jest wolnym oprogramowaniem, udostępnianym na licencjach GNU GPL i GNU LGPL.
Program obsługuje szereg różnych formatów wideo, kodeków audio i wideo oraz typów napisów. Zmiany w stosunku do poprzednich projektów to m.in. usunięcie części kodu oraz poszerzenie funkcjonalności (dodano m.in. nowy system kodowania oraz możliwość odtwarzania materiałów z platform strumieniowych).
Jest oprogramowaniem wieloplatformowym, przystosowanym do współpracy z systemami Linux, Microsoft Windows, macOS oraz z różnymi architekturami, m.in. x86 i x86-64, ARM, PowerPC czy też MIPS.
Oprócz starszego standardu OpenGL oprogramowanie obsługuje również nowszy interfejs Vulkan, począwszy od wersji 0.28 wydanej w grudniu 2017 r.